# 채무조정 합의서
채무조정 합의서(scheme of arrangement)는 영국쪽에서 쓰이는 법원이 승인한 채권자와 주식회사 간의 합의문서를 말한다. 정리계획이라고도 하며 회사가 부도났을 때 작성한다.

## 같이 보기
- 인수 합병
- 공개매수